# Gällsjön (Okome socken, Halland)
Gällsjön är en sjö i Falkenbergs kommun i Halland och ingår i Ätrans huvudavrinningsområde. Sjön har en area på 0,0836 kvadratkilometer och ligger 68,4 meter över havet.

## Delavrinningsområde
Gällsjön ingår i det delavrinningsområde (632667-131258) som SMHI kallar för Utloppet av Ätraforsdammen. Medelhöjden är 76 meter över havet och ytan är 16,08 kvadratkilometer. Räknas de 106 avrinningsområdena uppströms in blir den ackumulerade arean 2 596,22 kvadratkilometer. Avrinningsområdets utflöde Ätran mynnar i havet. Avrinningsområdet består mestadels av skog (58 procent) och jordbruk (20 procent). Avrinningsområdet har 2,1 kvadratkilometer vattenytor vilket ger det en sjöprocent på 13 procent.